# 2013年内蒙古乌海消防打新兵事件
2013年内蒙古乌海消防打新兵事件，是指在2012年6月27日内蒙古乌海市乌达区消防队伍，八名老兵殴打新兵的行为。被打的五名新兵身体受到伤害、身心健康受到严重影响。其中一名老兵拍摄了部分施暴过程。2013年12月9日微博上广泛传播的一部视频使得该事件受到广泛关注，乌海市消防支队随后证实了该事。公安部于14年1月份启动了大规模的整顿行动，8名施暴者被判虐待部属罪，因本事件中国大陆开始明令禁止军队内部的施暴行为，新兵待遇好转。

## 经过
2012年6月27日17时许，在内蒙古乌海市乌达区消防二中队，八名老兵殴打新兵的行为造成被打的五名新兵身体受到伤害、身心健康受到严重影响。在殴打过程中，老兵王某把消防中队的照相机（有摄像功能）拿来放到屋内的桌子上，对殴打现场进行拍摄，后又把照相机移到南侧的窗台上，从另一个角度对现场进行拍摄。
2013年12月9日，微博上一条长达15分55秒的视频被广为流传，视频被命名为“内蒙古乌海市乌达区消防二中队打新兵事件”。视频中5个“新兵”被8个身着迷彩裤或制式短裤光着上身的人围殴长达15分钟。同日晚上，内蒙古自治区乌海市消防支队在其官方微博发布“乌海市乌达区消防二中队打新兵事件情况通报”，称该视频反映的地点确为乌海市消防支队乌达区二中队，当事人确为该中队士兵，并表示“该事件的发生，性质十分恶劣，暴露出我们在部队管理中的严重问题，我们深感震惊、痛心和自责，在此向社会各界和被殴打士兵表示深深的歉意。”
2013年12月15日内蒙古自治区乌海市官方证实，乌达区消防二中队新兵被打事件确实存在，市里已成立调查组，将严肃查清事实，严厉处理有关责任人。
2014年1月3日中国公安部宣布，殴打新兵事件“已得到依法依纪严肃处理”，8名打人者被依法刑拘，16名责任人被依纪追责，并在全国公安现役部队集中开展专项教育整顿活动，要求狠抓经常性思想政治工作和经常性管理工作落实，坚决贯彻依法从严治警方针，坚决整肃队伍管理中的不良风气，坚决维护公安现役部队的良好形象。
2014年10月20日呼和浩特市新城区人民法院一审，8名施暴者被判虐待部属罪。部分原审被告人不服，提出上诉。呼和浩特市中级人民法院组成合议庭，经过阅卷、讯问被告人，决定不开庭审理。
2015年1月9日呼和浩特市中级人民法院终审裁定维持原判。

## 媒体评价
2013年12月10日，据大公网、明报报道，这种欺负新兵的陋习，在内地各省及台湾、美国、俄罗斯军营都曾发生。在此事发生前，内地新兵必须无条件尊重与服从老兵，甚至还要为老兵洗衣、买饭，如新兵对老兵不敬则会招来轻则责备羞辱，重则暴力相加的对待。同日，东方早报发表《殴打新兵案曝光之后更要阳光处置》。
2013年12月13日，FT中文网刊登《媒体札记：群殴新兵》。

2013年12月16日，俄罗斯之声刊登《“老兵打新兵”震惊中国网友》。